# Phytomyza davisii
Phytomyza davisii är en tvåvingeart som först beskrevs av Margaret Walton 1912.  Phytomyza davisii ingår i släktet Phytomyza och familjen minerarflugor. Inga underarter finns listade i Catalogue of Life.